# نیمه حرفه‌ای
نیمه حرفه‌ای (به انگلیسی: Semi-Pro) فیلمی محصول سال ۲۰۰۸ و به کارگردانی کنت آلترمن است. در این فیلم بازیگرانی همچون ویل فرل، وودی هرلسون، آندره ۳۰۰۰، مورا تیرنی، ویل آرنت، دیوید کوچنر، اندی دالی، اندی ریکتر، راب کوردری، مت والش و جکی ارل هیلی ایفای نقش کرده‌اند.